# Podział administracyjny Kościoła katolickiego we Francji
Podział administracyjny Kościoła katolickiego we Francji – w ramach Kościoła katolickiego we Francji odrębne struktury mają:
- Kościół katolicki obrządku łacińskiego (Kościół rzymskokatolicki)
- Katolickie Kościoły wschodnie:
  - Kościół katolicki obrządku bizantyjsko-ukraińskiego (Kościół greckokatolicki)
  - Kościół katolicki obrządku ormiańskiego
  - Kościół maronicki

## Obrządek łaciński

Podział administracyjny kościoła katolickiego obrządku łacińskiego

Jednostki administracyjne Kościoła katolickiego obrządku łacińskiego we Francji:

### Francja
- Metropolia Besançon
  - Archidiecezja Besançon
  - Diecezja Belfort-Montbéliard
  - Diecezja Nancy
  - Diecezja Saint-Claude
  - Diecezja Saint-Dié
  - Diecezja Verdun

- Metropolia Bordeaux
  - Archidiecezja Bordeaux
  - Diecezja Agen
  - Diecezja Aire i Dax
  - Diecezja Bajonny
  - Diecezja Périgueux

- Metropolia Clermont
  - Archidiecezja Clermont
  - Diecezja Le Puy-en-Velay
  - Diecezja Moulins
  - Diecezja Saint-Flour

- Metropolia Dijon
  - Archidiecezja Dijon
  - Archidiecezja Sens
  - Diecezja Autun
  - Diecezja Nevers
  - Prałatura terytorialna Mission de France

- Metropolia Lille
  - Archidiecezja Lille
  - Archidiecezja Cambrai
  - Diecezja Arras

- Metropolia Lyonu
  - Archidiecezja lyońska
  - Archidiecezja Chambéry
  - Diecezja Annecy
  - Diecezja Belley-Ars
  - Diecezja Grenoble-Vienne
  - Diecezja Saint-Étienne
  - Diecezja Valence
  - Diecezja Viviers

- Metropolia Marsylii
  - Archidiecezja Marsylii
  - Archidiecezja Aix
  - Archidiecezja Awinionu
  - Diecezja Ajaccio
  - Diecezja Digne
  - Diecezja Fréjus-Toulon
  - Diecezja Gap
  - Diecezja Nicei

- Metropolia Montpellier
  - Archidiecezja Montpellier
  - Diecezja Carcassonne i Narbonne
  - Diecezja Mende
  - Diecezja Nîmes
  - Diecezja Perpignan-Elne

- Metropolia paryska
  - Archidiecezja paryska
  - Diecezja Créteil
  - Diecezja Évry-Corbeil-Essonnes
  - Diecezja Meaux
  - Diecezja Nanterre
  - Diecezja Pontoise
  - Diecezja Saint-Denis
  - Diecezja Versailles

- Metropolia Poitiers
  - Archidiecezja Poitiers
  - Diecezja Angoulême
  - Diecezja La Rochelle
  - Diecezja Limoges
  - Diecezja Tulle

- Metropolia Reims
  - Archidiecezja Reims
  - Diecezja Amiens
  - Diecezja Beauvais
  - Diecezja Châlons
  - Diecezja Langres
  - Diecezja Soissons
  - Diecezja Troyes

- Metropolia Rennes
  - Archidiecezja Rennes
  - Diecezja Angers
  - Diecezja Laval
  - Diecezja Le Mans
  - Diecezja Luçon
  - Diecezja Nantes
  - Diecezja Quimper
  - Diecezja Saint-Brieuc
  - Diecezja Vannes

- Metropolia Rouen
  - Archidiecezja Rouen
  - Diecezja Bayeux
  - Diecezja Coutances
  - Diecezja Évreux
  - Diecezja Le Havre
  - Diecezja Sées

- Metropolia Tuluzy
  - Archidiecezja Tuluzy
  - Archidiecezja Albi
  - Archidiecezja Auch
  - Diecezja Cahors
  - Diecezja Montauban
  - Diecezja Pamiers
  - Diecezja Rodez
  - Diecezja Tarbes i Lourdes

- Metropolia Tours
  - Archidiecezja Tours
  - Archidiecezja Bourges
  - Diecezja Blois
  - Diecezja Chartres
  - Diecezja Orleanu

- Diecezje podległe bezpośrednio do Stolicy Apostolskiej:
  - Archidiecezja Strasbourgu
  - Diecezja Metz
  - Diecezja Armii Francuskiej

### Departamenty zamorskie Francji
- Metropolia Martyniki
  - Archidiecezja Fort-de-France
  - Diecezja Basse-Terre
  - Diecezja Kajenna

- Metropolia Papeete
  - Archidiecezja Papeete
  - Diecezja Taiohae o Tefenuaenata

- Metropolia Nouméa
  - Archidiecezja Nouméa
  - Diecezja Wallis i Futuna

- Diecezje podległe bezpośrednio do Stolicy Apostolskiej
  - Diecezja Saint-Denis-de-la-Réunion

## Obrządek bizantyjsko-ukraiński
- Eparchia św. Włodzimierza Wielkiego w Paryżu

## Obrządek ormiański
- Eparchia Sainte-Croix-de-Paris

## Obrządek maronicki
- Eparchia Matki Boskiej Libańskiej w Paryżu

## Inne katolickie obrządki wschodnie
- Ordynariat Francji, wiernych obrządków wschodnich